# 中馬重方
中馬 重方（ちゅうまん しげかた）は、安土桃山時代から江戸時代前期にかけての武将。島津氏の家臣。桓武平氏伊地知氏の一族。また、島津家中で数多くの逸話を遺した人物でもある。

## 生涯
永禄9年（1566年）、中馬大蔵の子として誕生。
薩摩国市来郷地頭・比志島国貞に仕え、天正8年（1580年）に肥後国矢崎城攻めにて初陣。以後、天正15年（1587年）1月26日の豊後国下之城攻めに参加など、島津氏の肥後侵攻や大友氏との戦いに参加した。しかし、国貞との関係が悪化し、知行と屋敷を没収されて蒲生（現在の姶良市）に蟄居させられるが、島津義弘が重方の武勇を重用していたため毎年米二俵に支援をしたという。
豊臣氏による文禄の役が起こると、蟄居先より呼び戻され役に従軍した。慶長3年（1598年）、慶長の役に再び参加し武功をあげる。このため島津義久、義弘より、通称を「与八郎」から、父と同じ「大蔵」を称すように命じられる。
慶長4年（1599年）、薩摩出水郷が豊臣氏直轄地から島津氏に返還された際、境目警備のため慶長5年（1600年）に出水郷に移り、出水郷西目村瀬之浦（現在の阿久根市脇本）に居住。当時、肥後の加藤清正との関係が悪化していた上、出水郷には豊臣秀吉に改易された薩州島津家の家臣が浪人となって在住していたため、その備えとして配置される。肥後との国境最前線のため出水郷には有能な武士が配置され、他の郷と比べて出水郷士の知行は厚遇された。同年関ヶ原の戦いが起きると畑仕事から槍一本担いで馳せ参じ、伊勢路退却の御供をする。その際、島津義弘の馬印を捨てさせた。この功績により50石を賞賜される。
元和6年（1620年）の「出水郷衆中高帳」（鹿児島県立図書館蔵）に「西目衆中 75石 中馬大蔵少輔」とある。
寛永12年（1636年）12月18日に死去。

## 系譜
出典
- 父：中馬大蔵　日置郡市来郷（現在のいちき串木野市市来町、日置市東市来）の人、天正6年（1578年）11月11日に戦死。
- 母：蒲生衆中の吉留淡路守の娘
- 子：長男・八蔵（夭折）、次男・中馬重辰（通称は兵部左衛門）、三男・中馬重尭（兄、重辰の養嗣子）
- 孫：伊集院久明の室（重辰の娘）

## 人物・逸話
- 重方は大男で、戦いで余多の人を斬ったが、自分は傷を薄手も負わなかったという。また、三州一の大力で、強弓の射手と言う。
- 重方は島津義弘に気に入られていたようで、重方が蒲生に蟄居中に義弘は内密に毎年米2俵を与えたという。また朝鮮出兵が始まると、重方を呼び出して活躍の場を与えた（本藩人物誌）。少なくとも重方は蟄居中でも戦いの時に呼び出されるほど、義弘のお気に入りの家臣であった。『薩藩旧伝集』では「中馬大蔵殿は惟新公別して御秘蔵の人」とまで言わしめている。
- 慶長5年（1600年）、関ヶ原の戦いの際に、上洛して西軍の味方についた島津勢は僅か200程度であった。安定しない国内事情のため、国許に義弘へ送る兵は無く、島津豊久等の一部の将兵が無断で上洛する有様であった。重方は畑で農作業をしている最中にこの大事を知り、急ぐあまりに同様に上洛する武士から鎧櫃を強奪して上洛した。
- 関ヶ原の敗戦後、島津の退き口で兵力を消耗した義弘一行は疲労と空腹のため、身動きが取れなくなってしまった。そこで馬を殺して食べる事になり、その馬肉の塊を家臣が義弘に献上しようとして目の前に差し出したところ、重方は「駕籠を担ぐ者には体力が要る。殿は担がれるだけです。義弘様の輿を担ぐ者が優先である」と、その肉の塊を奪い取って食べてしまった。
- 元和偃武が過ぎ、戦いの無い平和な時代へとなりつつあった。関ヶ原の数少ない生き残りとなった重方に、戦いの話を聞こうと、鹿児島から若い藩士が訪ねてきた。重方は「関ヶ原と申すは…」と話し始めたものの、とめどもなく涙が溢れ出て、それから先、一言も語ることができなかった。若い藩士達は関ヶ原の話はこれまで何度も聞いたが、そのどれよりも優れていたと語り合った。

## 小説
- 池宮彰一郎『島津奔る』上下巻（新潮社新潮文庫、2001年5月） 上巻ISBN 4101408165 下巻ISBN 4101408173